# Matteo Rauzino
Matteo Rauzino (Firenze, 17 aprile 1984) è un pallanuotista italiano, di ruolo centrovasca. Nel 2012 è finalista in Coppa LEN.

## Statistiche

### Presenze e reti nei club
Statistiche aggiornate al 23 dicembre 2010.
| Stagione        | Squadra         | Campionato      | Campionato | Campionato | Coppe nazionali | Coppe nazionali | Coppe nazionali | Coppe continentali | Coppe continentali | Coppe continentali | Totale | Totale |
| Stagione        | Squadra         | Comp            | Pres       | Reti       | Comp            | Pres            | Reti            | Comp               | Pres               | Reti               | Pres   | Reti   |
| --------------- | --------------- | --------------- | ---------- | ---------- | --------------- | --------------- | --------------- | ------------------ | ------------------ | ------------------ | ------ | ------ |
| 2003-2004       | Florentia       | A1              | ?          | 0          |                 | -               | -               |                    | -                  | -                  | ?      | 0      |
| 2004-2005       | Florentia       | A1              | ?          | ?          |                 | -               | -               |                    | -                  | -                  | ?      | ?      |
| 2005-2006       | Florentia       | A1              | ?          | 3          |                 | -               | -               |                    | -                  | -                  | ?      | 3      |
| 2006-2007       | Florentia       | A1              | ?          | 1          |                 | -               | -               |                    | -                  | -                  | ?      | 1      |
| 2007-2008       | Florentia       | A1              | ?          | 4          |                 | -               | -               |                    | -                  | -                  | ?      | 4      |
| 2008-2009       | Florentia       | A1              | ?          | 4          |                 | -               | -               |                    | -                  | -                  | ?      | 4      |
| 2009-2010       | Florentia       | A1              | ?          | 4          |                 | -               | -               |                    | -                  | -                  | ?      | 4      |
| 2010-2011       | Florentia       | A1              | 7          | 2          |                 | -               | -               |                    | -                  | -                  | 7      | 2      |
| Totale carriera | Totale carriera | Totale carriera | ?          | ?          |                 | -               | -               |                    | -                  | -                  | ?      | ?      |